# Patrick Mouratoglou
Patrick Jean André Mouratoglou (Neuilly-sur-Seine, 8 giugno 1970) è un allenatore di tennis francese.

## Biografia
Nato in una famiglia di origine greca, si è avvicinato al mondo del tennis dall'età di 6 anni e ha aperto la sua accademia nel 1996. Oltre al successo ottenuto come allenatore si è distinto come commentatore sportivo e opinionista venendo spesso interpellato nelle principali trasmissioni tennistiche. Nel 2020, per fronteggiare lo stop forzato causato dal Covid-19, ha creato l'Ultimate Tennis Showdown ed è stato protagonista di una puntata della serie Netflix Parola di allenatore: regole di vita.
Nel 2014 ha creato una sua fondazione, la Champ’seed Foundation, con l'obiettivo di supportare economicamente e logisticamente dei giovani ragazzi che ambiscono a diventare professionisti.

## Carriera
Il primo ragazzo che ha affiancato e accompagnato al successo è stato il cipriota Marcos Baghdatis, entrato nell'accademia nel 1999. A livello giovanile, Baghdatis ha giocato tre finali Slam diventando il numero 1 al mondo di categoria. Tra i professionisti ha ottenuto i risultati migliori nel 2006 quando è entrato nella top-10 mondiale grazie anche alla finale agli Australian Open e una semifinale a Wimbledon. La collaborazione tra i due si è interrotta al termine di quella stagione.
Negli anni successivi si è occupato di vari tennisti sia nel circuito maschile che femminile. La collaborazione più importante è stata sicuramente quella con Serena Williams, che ha iniziato a seguire nel 2012 dopo una brutta sconfitta al primo turno del Roland Garros. Nei dieci anni insieme la Williams ha conquistato dieci titoli dello Slam, la medaglia d'oro a Londra ed è stata in cima alla classifica WTA per 189 settimane.
Dopo il ritiro dall'agonismo di Serena Williams è stato scelto come coach da Simona Halep in campo femminile e da Holger Rune tra gli uomini. Terminate queste due collaborazioni rispettivamente nel 2023 e nel 2024, nell'autunno 2024 diventa il coach di Naomi Osaka.

## Filmografia

### Televisione
- Being Serena – docuserie, 3 episodi (2018)
- Parola di allenatore (The Playbook) – docuserie, 1 episodio (2020)
- Driving Force – docuserie, 1 episodio (2020)
- Break Point – docuserie, 3 episodi (2023)